# Amrum Dyb
Amrum Dyb (på tysk: Amrumtief, på amrumfrisisk: Oomram Jip og på førfrisisk: Öömring Jip) er en tidevandsrende (en større pril≈søgat) beliggende mellem vadehavsøerne Amrum og Før i det vestlige Sydslesvig i den nordtyske delstat Slesvig-Holsten.
Dybet støder op til vaderne Hubsand ved Amrums østkyst og Nordmands Grund ved øen Før. Efter få km munder tidevandsrenden ud i Nørreåen.